# Graphis crassilabra
Graphis crassilabra är en lavart som beskrevs av Müll. Arg. Graphis crassilabra ingår i släktet Graphis och familjen Graphidaceae.   Inga underarter finns listade i Catalogue of Life.